# Amstel Tijgers
Amstel Tijgers er et ishockeyhold fra Amsterdam, Holland, der spiller i den Hollandske førstedivision. Klubben blev grundlagt i 1963 og har hjemmebane på Jaap Eden baan. Amstel Tijgers består af en professionel afdeling og en amatørafdeling der er separate juridiske enheder. Klubben har vundet seks mesterskaber (1950, 1985, 2002, 2003, 2004 og 2005)

## Tidligere navne
Amstel Tijgers venstre tilbage sit sit oprindelige navn til 2005/2006-sæsonen. Usædvanligvis for en hollandsk ishockeyklub er klubben ikke navngivet efter en sponsor. Tidligere har klubben heddet: Amsterdam Bulldogs, Boretti Tigers og Al Capone Flames.
Amstel er en flod der flyder gennem Amsterdam. Tijgers er det hollandske ord for tiger.

## Rivaler
Amstel Tijgers arvefjender er Tilburg Trappers. Sædvanligvis er kampene mellem de to tætte og hårdt spillede. Fra 2001/2002 til 2006/2007-sæsonen var Amsterdam Tijgers totalt dominerende og slog Trappers ud af alle slutspil og pokalturneringer. I 2006/2007-sæsonen lykkedes det endelig for Trappers at slå Tijgers ud af slutspillet.

## Pokaler
Nationale mestre

1950, 1985, 2002, 2003, 2004 og 2005

Pokalvindere

1939, 1980, 1985, 2000, 2003, 2004, 2005

Vinder af Hollands pokalturnering

2004, 2005, 2006